# 隐囊蕨
隐囊蕨（学名：Cheilanthes nudiuscula）为凤尾蕨科碎米蕨属下的一个种。生长在河边石上或田边，海拔200-300米。广泛分布于中国及其他热带亚洲、澳大利亚及波利尼西亚群岛。模式标本采自波利尼西亚。